# Salomonenseeadler

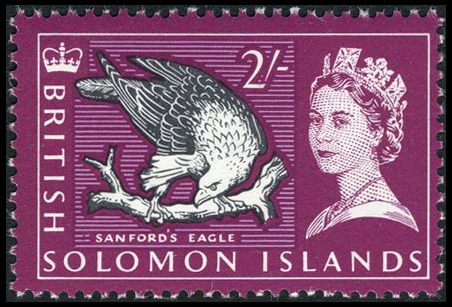
Salomonenseeadler auf einer Briefmarke von 1965

Der Salomonenseeadler (Icthyophaga sanfordi, Synonym: Haliaeetus sanfordi) ist ein großer Adler, der auf Bougainville und den Salomonen endemisch ist. Das Artepitheton ehrt Leonard C. Sanford, ein Kurator des American Museum of Natural History, der das Taxon während einer Südseeexpedition in den 1920er-Jahren entdeckt hatte. 1935 verfasste Ernst Mayr die wissenschaftliche Erstbeschreibung.

## Merkmale
Der Salomonenseeadler erreicht eine Größe von 64 bis 90 Zentimetern und ein Gewicht von 2,3 bis 2,5 Kilogramm. Die Flügelspannweite beträgt 165 bis 185 Zentimeter. Das Kopf- und Halsgefieder ist weißbraun bis hellbraun. An der Unterseite ist er von braun zu rotbraun bis dunkelbraun gefärbt. Die Oberseite weist eine dunkelbraune bis grauschwarze Färbung auf. Die Augen sind hellbraun.

## Lebensraum
Sein Lebensraum sind küstennahe Wälder in einer Höhe von 1350 m über dem Meeresspiegel.

## Fortpflanzung
Die Brutzeit ist von August bis Oktober. Das Gelege besteht gewöhnlich aus zwei Eiern.

## Nahrung
Der Salomonenseeadler ist die einzige Seeadlerart, die ihre Beute im Regenwald jagt. Die Nahrung besteht aus Flughunden und Kuskus sowie aus Fischen (auch Kadaver von großen Fischen und Haien), Mollusken, Seeschlangen, Krabben und Schildkröten.

## Symbolische Bedeutung
Der Salomonenseeadler wird häufig auf Briefmarken der Salomonen abgebildet. Auf Santa Isabel gilt er als Häuptlingssymbol und in Cheke Holo (Dialekt der Einheimischen auf dieser Insel) heißt er Gaghata.